# Henrik Bjørdal
Henrik Bjørdal, né le 4 février 1997 à Ålesund en Norvège, est un footballeur norvégien. Il évolue au poste de milieu offensif ou d'ailier droit au Vålerenga Fotball.

## Biographie

### En club
En septembre 2020 il rejoint le Vålerenga Fotball,.

### En équipe nationale
Henrik Bjørdal est régulièrement sélectionné dans les équipes nationales de jeunes, des moins de 15 ans jusqu'aux espoirs. Il inscrit notamment deux buts avec les espoirs, contre le Kosovo et l'Italie.